# Monte Niaragongo
O Monte Niaragongo, ou Nyiragongo, é um estratovulcão ativo nas Montanhas Virunga, associado com o Grande Vale do Rifte. Está localizado na República Democrática do Congo, a 20 km a norte da cidade de Goma e do lago Quivu, e a 11 km a oeste da fronteira República Democrática do Congo-Ruanda. A cratera principal está localizada a 250 m de profundidade, a dois quilômetros da borda do vulcão e às vezes contém lagos de lava. O Niaragongo e o vulcão próximo Niamuragira são juntos responsáveis por 40% das erupções vulcânicas históricas da África.

## Geologia
Não se sabe muito sobre quanto tempo o Niaragongo vem tendo erupções, mas desde 1882, ele teve 34 erupções, incluindo alguns períodos em que a atividade vulcânica foi contínua por anos, frequentemente sob a forma de um lago de lava agitando na cratera. O vulcão sobrepõe em parte outros dois vulcões mais velhos, Baratu e Shaheru, e também está cercado de centenas de cones de cinza vulcânica das erupções do flanco.
O vulcanismo do Niaragongo é causado pelo rachamento na crosta terrestre onde duas partes da Placa Africana estão quebrando. Uma área quente provavelmente também é responsável em parte pela grande atividade vulcânica do Niaragongo e do Nyamuragira.
A lava emitida nas erupções do Niaragongo é extremamente fluida. A lava do Niaragongo é feita de melilita nefelinita, um alcalino tipo rico incomum de rocha vulcânica cuja composição química pode ser um fator para a fluidez incomum das lavas lá. Enquanto a maioria dos fluxos de lava se movem muito devagar e raramente apresentam risco para os humanos, os fluxos de lava do Niaragongo podem chegar a correr a mais de 100Km/h. Isto acontece devido ao baixo teor de sílica (a lava é rica em magnésio). As erupções vulcânicas havaianas também são caracterizadas pelo baixo teor de sílica, mas os vulcões havaianos são largos, vulcões escudo com baixa-inclinação em contraste com o muito inclinado cone do Niaragongo, e o teor de sílica é alto o suficiente para os fluxos havaianos serem mais lentos.
O Niaragongo é mais famoso pelo seu semi-permanente lago de lava, que foi descoberto pelo vulcanologista francês Haroun Tazieff. A última erupção conhecida ocorreu em 2016.

## Erupção de 1977

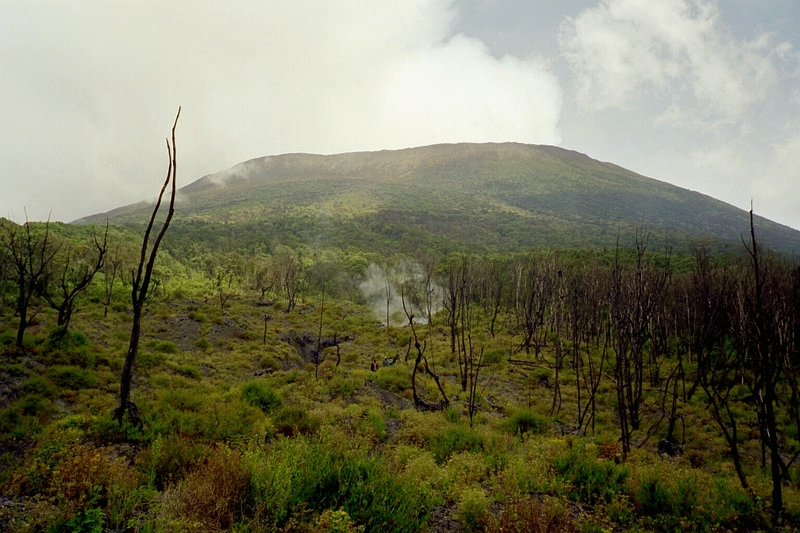
Monte Niaragongo

Entre 1882 e 1977 a cratera continha um lago de lava ativo. Em 10 de janeiro de 1977, a parede da cratera rachou e o lago de lava foi drenado em menos de uma hora. A lava fluiu abaixo nos flancos do vulcão a velocidades de mais de 100 quilômetros por hora no declive acentuado, submergindo vilas e matando 70 pessoas. Alguns relatórios citam valores mais elevados de até vários milhares de pessoas. Os riscos colocados por erupções como esta são exclusivas do Niaragongo. Nenhum outro Estratovulcão no mundo tem um lago de lava com esses fluidos de lava. A erupção de 1977 levantou consciência dos únicos riscos colocados pelo Niaragongo.
A erupção de 1977 foi precedida pela criação de um novo pequeno vulcão, Murara, a uma curta distância, nas encostas do Monte Niamuragira.

## Última erupção em 2002

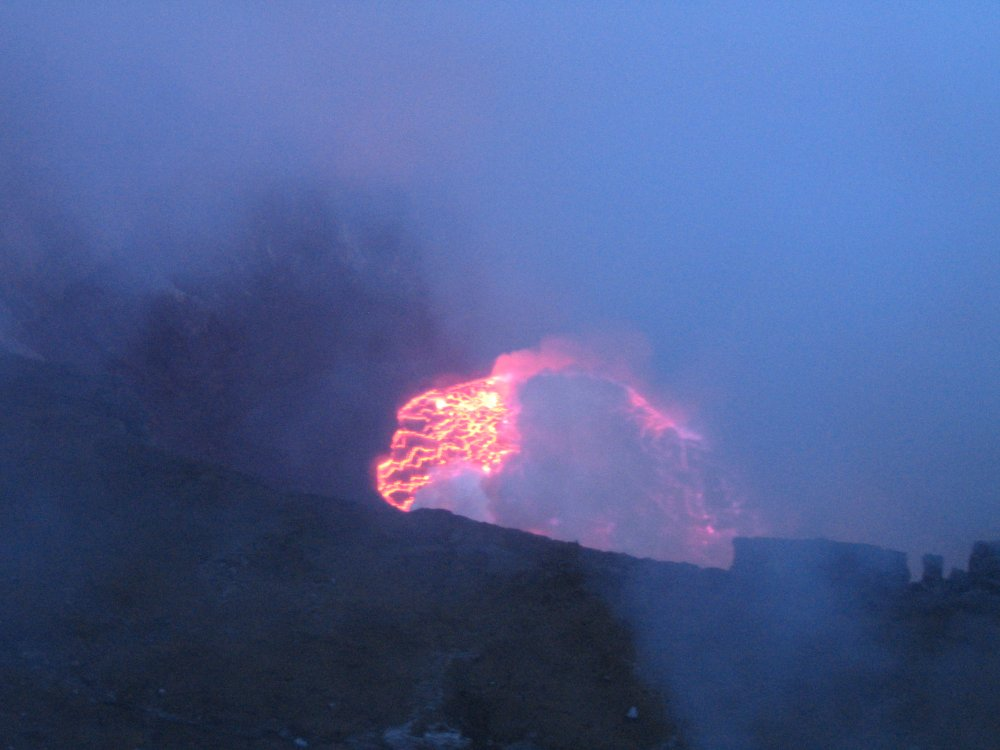
Outra visão do lago de lava do Niaragongo

Lagos de lava foram reformados nas erupções de 1982-1983 e 1994. Outra erupção maior do vulcão começou em 17 de fevereiro de 2002, após meses de atividade sísmica e fumarólica. Uma fissura de 13 quilômetros se abriu no flanco sul do vulcão, espalhando-se em poucas horas de 2800 metros para 1550 metros de altitude, atingindo a periferia da cidade de Goma, capital da província da margem norte do lago Quivu. A lava fluiu de três cones até o fim da fissura e fluiu num rio de 200 a 1000 metros de largura e até 2 metros de profundidade até goma. Alertas foram dados e 400 000 pessoas foram evacuadas da cidade até a fronteira com a Ruanda e Giseinyi durante a erupção. A lava cobriu o fim norte da passarela do Aeroporto Internacional de Goma, deixando os dois terços do sul utilizáveis e alcançou o lago Quivu. Isso levantou o medo de que a lava pudesse causar gás-saturado nas águas profundas do lago e de repente surgisse na superfície, liberando letalmente grande quantidade de dióxido de carbono e metano-um evento similar ao desastre no Lago Nyos no Camarões em 1986. Isso não chegou a acontecer, mas vulcanólogos continuam monitorando a área próxima.
Mais de 45 pessoas morreram de asfixia por inalação de dióxido de carbono e colapso de prédios devido à lava e terremotos. Pelo menos 4500 edifícios de Goma foram destruídos, deixando cerca de 120 000 pessoas desabrigadas. A erupção foi a mais destrutiva na história moderna.
Imediatamente após a erupção parar, um grande número de terremotos aconteceram perto de Goma e Gisenyi. Essa atividade continuou por três meses e causou colapso de mais prédios.
Seis meses após o começo da erupção de 2002, o vulcão Niamuragira entrou em erupção também. A atividade do Niaragongo está continuando, mas está limitada à cratera, onde outro lago de lava foi formado 250 metros abaixo do nível do lago de lava de 1994.

## Morte de turista
Em 6 de julho de 2007, Cecelia Cheng Siu-yan de 34 anos, uma mulher de Hong Kong, escorregou e caiu 100 metros abaixo dentro da cratera. Segundo notícias,  ela foi até a cratera para tirar fotografias, desobedecendo os seus guias, antes de cair.